# Karl Lennart Oesch
Karl Lennart Oesch was een Finse luitenant-generaal tijdens de Tweede Wereldoorlog.
Oesch bekleedde verschillende staffuncties en commandoposities, en aan het einde van de Vervolgoorlog van 1941 tot 1944 stond ongeveer twee derde van de Finse strijdkrachten onder zijn leiding. Oesch genoot een uitstekende militaire reputatie vanwege zijn vermogen om met de meest moeilijke situaties om te gaan. In verschillende crisissituaties was hij de laatste troef van maarschalk Mannerheim.

## Vroege jaren en herkomst van de Oeschs familie
Oeschs ouders, Karl Christian en Anna Barbara Oesch-Stegmann, emigreerden in 1880 van Schwarzenegg (gemeente Oberlangenegg bij Thun), kanton Bern, naar de gemeente Tohmajärvi in het district Wyborg. Ze boekten succes in de zuivelindustrie, met name in de kaasproductie en -handel. Karl Lennart was de jongste van zes zonen. hij ging in Sortavala naar school, en van 1911 tot 1915 studeerde hij aan de Universiteit van Helsinki. In 1915 sloot hij zich aan bij de Finse Jägerbewegung  en ging vervolgens naar Duitsland, waar hij met andere Finse ballingen werd samengevoegd in het 27e Koninklijk Pruisisch jägerbataljon en uiteindelijk zijn vuurdoop kreeg aan het Baltische front.
Om te voorkomen dat de Russen zich bewust werden van het feit dat Duitsland separatistische Finse strijdkrachten opbouwde, werd de jägeropleiding vermomd als "Veldmeesteropleiding van de Verkenners". Oesch had een dubbele nationaliteit , maar hij gaf deze in 1921 op toen hij als beroepssoldaat in het Finse leger ging, omdat hij zei dat men in oorlogstijd slechts één land kon dienen. In 1920 trouwde hij met zijn vrouw Anna Niskanen, en ze kregen twee kinderen: zoon Karl Christian (* 1921) en dochter Ann-Mari (* 1922).

## Na de Eerste Wereldoorlog
1918 keerden de jägerbataljons terug naar Finland en namen als witte officieren de strijd op tegen rode Finnen en bolsjewieken. Oesch werd een van de eerste witte officieren die tot kapitein werd bevorderd en nam het commando over van een bataljon op de Kannas, de Kareliaanse landengte tussen de Oostzee en het Ladogameer. Nog datzelfde jaar kreeg hij de rang van majoor en in 1921 de rang van luitenant-kolonel. Hij werd beroepsofficier en studeerde van 1923 tot 1926 aan de Franse militaire academie Saint-Cyr. Daar verdiepte hij zich vooral in de artillerie en vestingbouw, beide vaardigheden die later uiterst nuttig voor hem zouden blijken. Hij bezocht Zwitserland meerdere keren, en het kan worden aangenomen dat hij in die tijd op het idee kwam om het Zwitserse systeem van militaire indeling, gedecentraliseerde mobilisatie en het schieten op driehonderd meter ook in Finland in te voeren (het Finse en het Zwitserse leger zijn tegenwoordig de enige legers die hun soldaten trainen op schietbanen van 300 meter). Terug in Finland leidde hij de oorlogsacademie, en van 1930 tot 1940 diende hij als chef van de generale staf. In die tijd bevorderde hij actief de bouw van de later beroemd geworden Mannerheim-linie, een versterkte verdedigingslinie op de Kannas. In 1936 werd hij bevorderd tot luitenant-generaal.

## De Winteroorlog van 1939 tot 1940 en de tussenperiode
Toen de Sovjet-Unie op 30 november 1939 Finland aanviel en de Winteroorlog uitbrak, was Oesch chef van de generale staf. Zijn voorbereidingen hadden zich bewezen; het Finse leger, zij het slecht uitgerust, was paraat en voerde een strijd die met verbazing door de hele vrije wereld werd gevolgd. Oeschs eerste uur in het front kwam toen het het Rode Leger in maart 1940 lukte om de Finnen bij Wyborg over de bevroren baai te omzeilen en zich aan de westoever te vestigen. Generaal-majoor Kurt Martti Wallenius, die drie dagen lang het Wyborg-gebied had bevolen, stortte zenuwachtig en verzwakt door overmatig alcoholgebruik in, zodat Mannerheim hem onmiddellijk ontsloeg en verving door Oesch. Hij vormde onmiddellijk een ad-hoc gevechtsgroep bestaande uit reservisten van de kustwacht en haastig aangevoerde troepen uit Lapland. Met deze eenheid slaagde hij erin de opmars van het Rode Leger te vertragen en aanzienlijke verliezen toe te brengen. De overblijfselen van de Finse luchtmacht vernietigden het grootste deel van de Sovjet-troepen die over het ijs van Kronstadt aanvielen. Hij slaagde erin de frontlinie te stabiliseren en vast te houden. Vanwege deze prestatie stemde de Sovjet-Unie in met het staakt-het-vuren van 13 maart 1940. De maarschalk was diep onder de indruk van Oeschs capaciteiten. Zelfs na het einde van de Winteroorlog was Oesch nog enkele weken opnieuw chef van de generale staf, waarna hij in april 1940 het tweede Finse legerkorps overnam.

## De Voortzettingsoorlog 1941 tot 1944

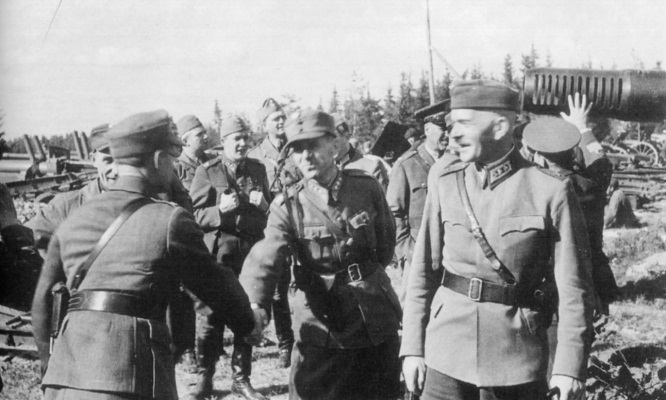
Generaal Karl Lennart Oesch (rechts) in het heroverde Wyborg in 1941

Op 22 augustus 1941, bijna twee maanden na het uitbreken van de oorlog, kreeg Oesch met zijn vierde legerkorps aan de rechtervleugel van het Kareliaanse leger toestemming om offensief op te treden in het door de Sovjets bezette Wyborg-gebied. Hoewel hij tijdelijk uitviel vanwege overwerk, boekte zijn legerkorps snelle vooruitgang en op 29 augustus 1941 was Wyborg heroverd. In de laatste dagen van augustus 1941 omsloten de troepen van Oesch drie Sovjetdivisies ten zuiden van Wyborg. Hoewel een deel van de vijand kon ontsnappen, vielen alle zware wapens in handen van de Finnen, en op 1 september 1941 begonnen de Sovjettroepen zich over te geven. De Finnen brachten 9325 krijgsgevangenen, waaronder de commandant van de 43e Schuttersdivisie, generaal-majoor Vladimir Vasiljevitsj Kirpitsjnikov, naar hun gevangenenkampen. Bovendien moesten ze 7500 gesneuvelde Sovjetsoldaten begraven. Aan de Finse zijde waren 3000 soldaten gesneuveld. Het was waarschijnlijk de grootste militaire overwinning in de Finse militaire geschiedenis.
In maart 1942 hadden de Finnen hun strijdkrachten gereorganiseerd voor de stationaire stellingenoorlog, die uiteindelijk duurde tot 1944, in drie grote formaties, en Oesch nam de leiding over de gevechtsgroep Olonez tussen het Onegameer en het Ladogameer. In april van dat jaar weerstonden de troepen van Oesch een zware Sovjet-aanval. Vervolgens versterkten ze de frontlinie en concentreerden zich op het behouden ervan.

## Het Sovjet-grootoffensief in juni 1944
Op 9 juni 1944 brak het Rode Leger de Finse posities op de Kannas door. Vanuit Sovjet-perspectief was de Wyborg-Petrosawodsk-operatie een groot succes,  daardoor was Kuuterselkä op de Karelische Landengte nu in zicht voor het rode leger. De redenen dat de het rode leger uiteindelijk door kon breken was dat er zwakke versterkingen waren van de finse posities en dat de 18e Finse divisie net afgelost was door de 10e Divisie waardoor het rode leger een nog grotere overmacht kreeg. Op de ochtend van 14 juni 1944 ontving Oesch een telefoontje van het hoofdkwartier, waarin hij werd benoemd tot bevelhebber van alle Finse troepen op het Finse schiereiland. Het telefonische bericht van Mannerheim luidde: "Het is chaos op de Kannas. Ga erheen. De troepen staan onder jouw bevel. Schriftelijk bevel volgt." Oesch zou zijn pistool geladen hebben met de woorden: "Als dit mislukt, ben ik er niet meer." Bij aankomst in het operatiegebied (op 15 juni rond het middaguur) constateerde hij dat Finland op het punt stond overlopen te worden door oprukkende Sovjet-troepen. Het was de meest kritieke situatie die het Finse leger ooit had meegemaakt. Oesch nam onmiddellijk tegenmaatregelen, en Mannerheim, die normaal gesproken altijd de laatste beslissing zelf wilde nemen, liet hem vrij spel. Een complicatie was dat Oesch slechts over een deel van zijn staf beschikte het ontbrak aan officieren. Onmiddellijk begonnen zijn troepen met een strategische terugtocht met als doel op een geschikte sleutellocatie de beslissende slag uit te voeren. Op 20 juni 1944 ging Wyborg verloren. Oesch slaagde erin zijn troepen (twee derde van de Finse strijdkrachten) te verzamelen door slimme opvangposities, door weerstand te bieden en door de voortdurende integratie van uit Oost-Karelië arriverende divisies en brigades, waardoor de frontlinie langs de VKT-lijn (Viipuri-Kuparsaari-Taipale) werd gestabiliseerd, over te gaan tot verdediging en de gevechtsinitiatieven lokaal ten gunste van de Finse troepen te veranderen. Deze gevechten staan bekend als de Slag bij Tali-Ihantala. In een gebied van ongeveer 12 bij 18 kilometer vernietigden zijn eenheden met pantser- en antitanktroepen de voorhoede van de oprukkende Sovjet-krachten. Oesch had de plannen van zijn tegenstanders doorzien en handelde eens te meer op eigen initiatief, want in tegenstelling tot Mannerheims bevel ging hij niet direct tot de tegenaanval over, maar sloeg precies op de juiste plaats en met voldoende artillerieondersteuning toe. Een meesterlijke infanterie- en radioreconnaissance droeg beslissend bij aan het Finse succes. De Finnen vernamen pas op de middag van 2 juli 1944 van het geplande grootschalige offensief, toen de Sovjettroepen ongecodeerde radio-uitzendingen gebruikten en hun intentie tot de definitieve invasie van Finland aankondigden. Het begin van de Finse tegenaanval kwam voor het Rode Leger als een verrassing. In de vroege ochtend van 3 juli 1944 vernietigden ongeveer 80 Finse en Duitse bommenwerpers precies 2 minuten voor de geplande Sovjet-aanval de ongedekte Sovjet-aanvalskracht, waarna het de Sovjet-troepen niet meer lukte zich te hergroeperen. Bovendien was de Finse infanterie uitgerust met de nieuwe antitankwapens van het type Panzerfaust en Panzerschreck, die ze met verwoestend succes wisten in te zetten. De ongeveer 250 Finse kanonnen vuurden met de steun van een nieuw leidingssysteem van de artilleriechef Vilho Petter Nenonen, dat het snelle identificeren van nieuwe doelen mogelijk maakte. Hoewel de Russen erin slaagden het dorp Tali in te nemen en op 4 juli tot voor Ihantala door te dringen, ebde de aanval op de avond van 5 juli af ter hoogte van de begraafplaats van Ihantala. Nog twee dagen golfden de gevechten heen en weer, maar uiteindelijk trok de Sovjet-Unie haar troepen terug, omdat ze die dringend nodig had om de Duitsers bij Leningrad en aan de Narva terug te dringen. Finland was gered, en tijdens de slag ontving Oesch het Mannerheim-kruis. Tali-Ihantala was een defensief succes in een verder verloren oorlog, omdat het Rode Leger diep in Finland stond. Gezien de Duitse nederlagen accepteerden de Finnen nog datzelfde jaar de harde Sovjet wapenstilstandsvoorwaarden, die hen verdere territoriale verliezen opleverden.

## Veroordeling als oorlogsmisdadiger
Nadat Karl Lennart Oesch nog een jaar als chef van de generale staf had gediend, nam hij in september 1945 ontslag. De Sovjet-Unie eiste nu zijn arrestatie als oorlogsmisdadiger. Oesch meldde zich bij de politie en werd samen met andere Finse sleutelfiguren - waaronder de voormalige president Risto Ryti veroordeeld. Stalin gaf opdracht om maarschalk Mannerheim niet aan te klagen, terwijl Oesch verantwoordelijk werd gehouden voor de dood van 17 gevangen Sovjetsoldaten. Tijdens de Voortzettingsoorlog had hij een reglement ondertekend over de behandeling van krijgsgevangenen, dat het gebruik van wapens toestond bij ongehoorzaamheid van gevangenen. Het vonnis luidde twaalf jaar gevangenisstraf, maar na drie jaar werd Oesch vrijgelaten. Het vonnis wordt door experts als zeer twijfelachtig beschouwd, en de beschuldiging staat haaks op de gematigde persoonlijkheid van Oesch. Niettemin was het voor de Finnen van levensbelang om toe te geven aan de druk van de Sovjet-Unie en de geëiste zondebok te leveren.

## Na de oorlog en dood

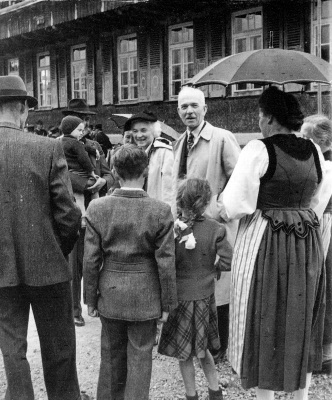
Karl Lennart Oesch op bezoek bij familie in Zwitserland

Naar verluidt zou Oesch na zijn overwinning bij Tali-Ihantala zo gerespecteerd zijn geweest dat hij, bij het uitvallen van Mannerheim, diens opvolger zou zijn benoemd. Juist daarom schuwde de 77-jarige veldmaarschalk de concurrentie van de 26 jaar jongere Oesch en weigerde hij hem de bevordering tot generaal. Mannerheim wilde zijn reputatie onaangetast houden, en dit is waarschijnlijk de blinde vlek in de persoonlijkheid van deze verder onbetwiste veldheer en staatsman. Oesch was in zijn ongenade gevallen, waarbij waarschijnlijk ook de eigenmachtigheid van Oesch, die bepaalde fouten van Mannerheim had gecompenseerd, een rol speelde. Maarschalk Mannerheim werd president van de staat. Hem volgde Juho Kusti Paasikivi. In februari 1956 werd Urho Kekkonen tot president van Finland gekozen en in 1962 en 1968 herbevestigd. Kekkonen presenteerde de oprichting van Finland als een gul gebaar van de Sovjetstaat en werd zo de bedenker van het begrip Finlandisering. Hij had als minister van Justitie al om de arrestatie van Oesch gevraagd en nodigde hem ten slotte niet meer uit voor de Onafhankelijkheidsdag. Ook bij zijn overlijden in 1978 kreeg Oesch, in tegenstelling tot Risto Ryti, geen staatsbegrafenis.
Pas begin november 2008 vond in Helsinki een wetenschappelijke conferentie plaats over de persoon en het lot van Karl Lennart Oesch. Dit evenement betekende een late eerbetoon aan hem, die door veel ooggetuigen wordt gezien als de ware redder van Finland in de verdedigingsoorlog van 1944 tegen de Sovjet-Unie. In 2014 werd hij geëerd met een herdenkingssteen door de thuisgemeente van zijn ouders.
In zijn laatste levensfase wijdde Oesch zich aan de oorlogsgeschiedenis. Hij schreef een boek over de beslissende strijd op de Kannas, het Finse schiereiland, en bezocht meerdere malen Zwitserland, waar zijn nagedachtenis tot op heden wordt gekoesterd, aangezien hij zich hierover duidelijk uitte: "Ik ben weliswaar in Finland geboren, maar wat betreft afkomst ben ik duidelijk Zwitsers." Vooral het feit dat hij niet tot generaal was bevorderd, had hem zwaar getroffen.
- Bibsys: 9000475
- Gemeinsame Normdatei: 141209445
- International Standard Name Identifier: 0000 0000 7855 5234
- Library of Congress Control Number: n99008319
- Nationale Bibliotheek van Israël: 987007428969605171
- Nederlandse Thesaurus van Auteursnamen: 202638960
- Istituto Centrale per il Catalogo Unico: IEIV038274
- Virtual International Authority File: 54649288
- WorldCat: E39PBJcKMxDhDfkjCWbmGkhGpP